# Льюїсборо (Нью-Йорк)
Льюїсборо (англ. Lewisboro) — місто (англ. town) в США, в окрузі Вестчестер штату Нью-Йорк. Населення — 12 265 осіб (2020).

## Демографія
Згідно з переписом 2010 року, у місті мешкало 12 411 осіб у 4453 домогосподарствах у складі 3521 родини. Було 4854 помешкання
Расовий склад населення:
| - 93,9 % — білих - 2,4 % — азіатів - 1,3 % — чорних або афроамериканців - 0,1 % — корінних американців |

До двох чи більше рас належало 1,8 %. Частка іспаномовних становила 4,4 % від усіх жителів.
За віковим діапазоном населення розподілялося таким чином: 27,5 % — особи молодші 18 років, 60,9 % — особи у віці 18—64 років, 11,6 % — особи у віці 65 років та старші. Медіана віку мешканця становила 44,8 року. На 100 осіб жіночої статі у місті припадало 96,7 чоловіків;  на 100 жінок у віці від 18 років та старших — 94,1 чоловіків також старших 18 років.
Середній дохід на одне домашнє господарство  становив 212 240 доларів США (медіана — 148 824), а середній дохід на одну сім'ю — 239 915 доларів (медіана — 181 514). Медіана доходів становила 136 125 доларів для чоловіків та 90 976 доларів для жінок. За межею бідності перебувало 3,7 % осіб, у тому числі 3,3 % дітей у віці до 18 років та 1,9 % осіб у віці 65 років та старших.
Цивільне працевлаштоване населення становило 6391 особа. Основні галузі зайнятості: освіта, охорона здоров'я та соціальна допомога — 23,4 %, науковці, спеціалісти, менеджери — 22,7 %, фінанси, страхування та нерухомість — 11,2 %, роздрібна торгівля — 8,1 %.